# Pedro Llosas Badía
Pedro Llosas Badía (en catalán: Pere Llosas i Badia) (Olot, 12 de mayo de 1870 - 28 de noviembre de 1955), fue un banquero y político carlista español nacido en Cataluña. 

## Biografía
Su padre y su tío eran comerciantes textiles. En 1890 se licenció en filosofía y letras en la Universidad de Barcelona. En 1895 constituyó el Banco Llosas, Escubós y Puigmitjá, que en 1920 se fusionó con el Banco Hispano Americano.
Fue regidor del Ayuntamiento de Olot desde 1897 hasta 1901; miembro del Círculo Tradicionalista de Olot y de la Comunión Tradicionalista, con la que fue diputado en las Cortes Españolas en 1907 (dentro de la coalición Solidaridad Catalana), 1910, 1914 y 1916.
Durante la dictadura de Primo de Rivera, el 20 de enero de 1924 fue nombrado presidente de la Diputación de Gerona y consejero de la Mancomunidad de Cataluña. Ocuparía el cargo hasta el 5 de mayo de 1925. También fue gobernador civil de la Coruña en 1925-1926 y de las Islas Baleares del 29 de octubre de 1921 al 11 de abril de 1922, y nuevamente en 1926. Durante la Segunda República Española se mantuvo apartado de la política. Aunque vio con buenos ojos el Alzamiento del 18 de julio de 1936, no participó activamente en el mismo.

## Obra
- Verdader concepte de la democràcia cristiana.[cita requerida]